# Système de récupération surface-air Fulton
Pour les articles homonymes, voir Fulton.

Principe de fonctionnement du système Fulton

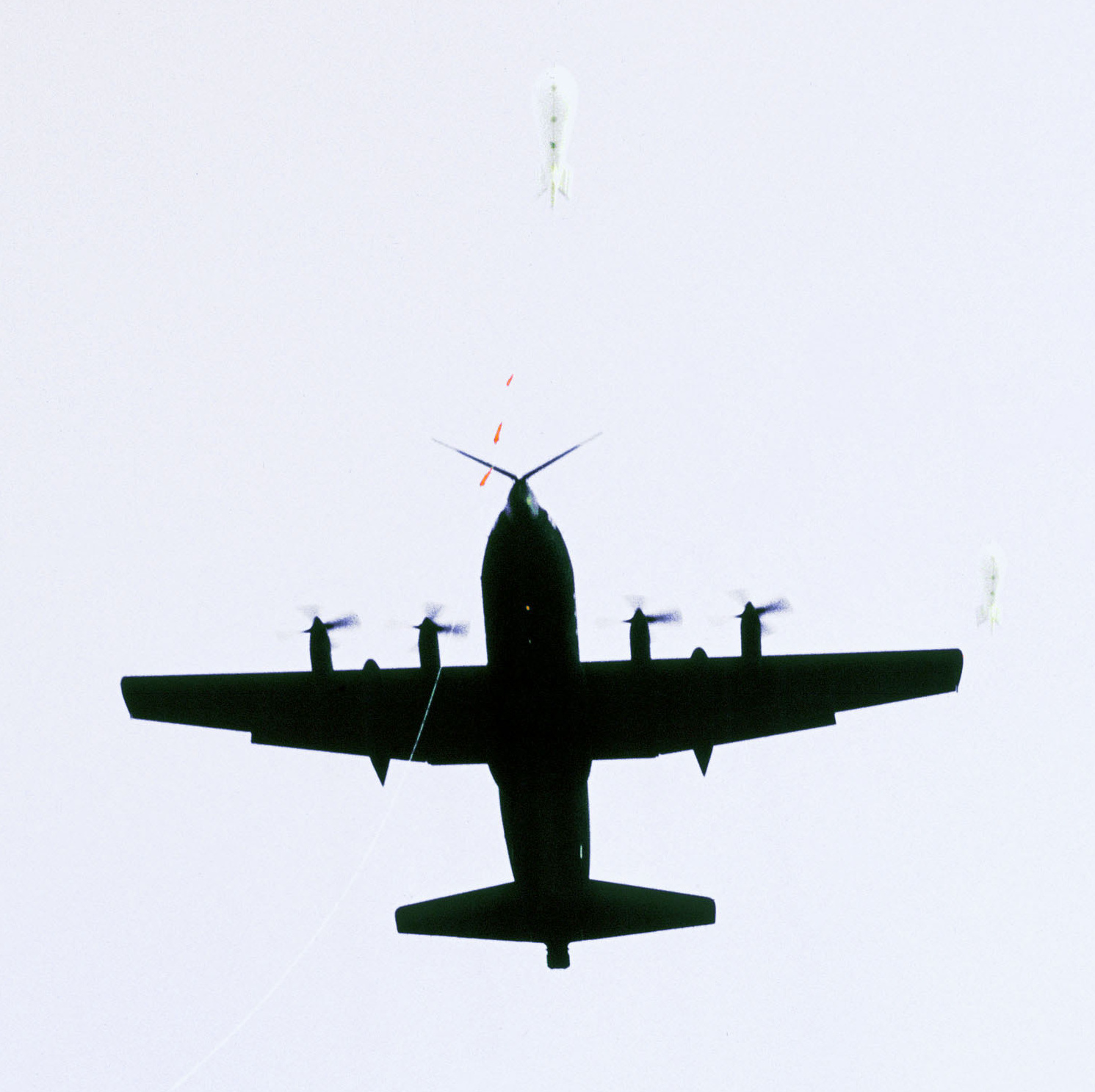
Les perches en V à l'avant de l'avion servent à « attraper » le câble suspendu par un ballon et au bout duquel se trouve la personne à transporter.

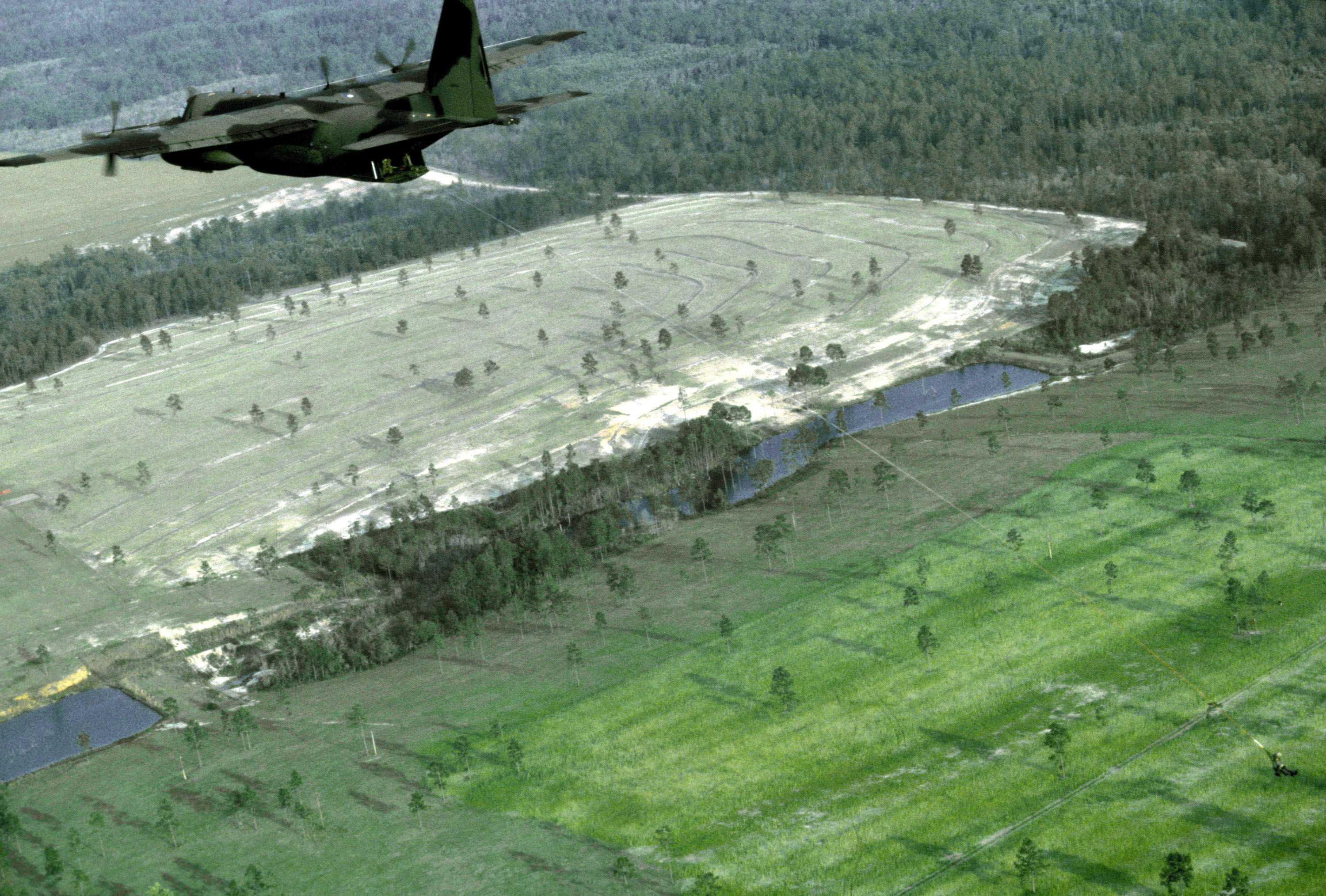
Sous la queue de l'avion en vol, une personne est transportée par le système Fulton (visible en bas à droite sur l'image en taille normale).

Le système de récupération surface-air Fulton (Fulton surface-to-air recovery system : STARS) est utilisé par la CIA, l’United States Air Force et l’United States Navy pour récupérer des personnes au sol en utilisant un avion. Le système comprend un harnais relié par un câble solide à un ballon autogonflant. Deux perches en V sont installées à l'avant d'un avion MC-130E Combat Talon I. Lorsqu'une personne doit être transportée, des gens lui enfilent le harnais puis le ballon est gonflé au moment propice. Le pilote dirige son appareil vers le câble tendu qui relie la personne au ballon qui flotte. Une fois le câble coincé dans la pointe formée par les perches, l'avion soulève la personne et un mécanisme enroule le câble de façon à rapprocher la personne de l'avion. Puisque l'appareil se déplace à une vitesse élevée, la personne vole sous l'avion dans une direction parallèle à l'aéronef. Au fur et à mesure que le câble est enroulé, la personne se rapproche de la soute arrière de l'avion, dont la porte est ouverte, où des servants accrochent le câble puis tirent la personne vers eux. De jour, des drapeaux rouges sont attachés au câble pour faciliter le repérage par le pilote ; de nuit, des lampes sont attachées au câble. Le système peut transporter une ou deux personnes. 
Le système a été conçu par l'inventeur Robert Edison Fulton, Jr. (en) pour le compte de la CIA au début des années 1950. C'est une amélioration d'un système antérieur utilisé pendant la Seconde Guerre mondiale par les forces armées américaine et britannique. Ce dernier recourait à deux mâts érigés verticalement entre lesquels se tenait une personne. Un câble reliait les deux mâts et un autre reliait celui-ci à la personne. Un avion, habituellement un Douglas C-47 Skytrain, accrochait le câble tendu entre les mâts. Le STARS exerce moins de force sur la personne soulevée.

## Dans la culture
- Dans la bande dessinée La Revanche des Fils du Ciel des Aventures de Buck Danny, l'ancêtre de ce système est expliqué et utilisé avec un Douglas C-47 Skytrain. Le système Fulton est lui utilisé dans Alerte atomique avec un MC-130E.
- Un B-17 modifié de la sorte récupère James Bond et Domino Derval à la fin du film Opération Tonnerre.
- Dans le film The Dark Knight, Batman échappe aux mercenaires de "Lau Security Investments Holdings" tout en extrayant le CEO par la fenêtre de son building.
- Dans une des séquences de Battlefield 4, le joueur est au cœur d'une extraction Fulton.
- Dans Metal Gear Solid: Peace Walker, Big Boss utilise le Fulton pour transporter des alliés ou des ennemis. Dans Metal Gear Solid V: The Phantom Pain, il l'utilise aussi pour les véhicules, les animaux ou encore pour capturer ses ennemis. Le Fulton est récupéré directement par voie aérienne grâce à un système de récupération en forme de pointe à l'avant d'un hélicoptère.
- Dans le film Les Bérets verts, les militaires américains s'en servent pour exfiltrer un prisonnier vietnamien.
- Dans le roman F.E.L.I.N.E., d'Arnauld Pontier - éditions Rivière Blanche, 2017, le Superviseur s'en sert pour exfiltrer l'héroïne de la planète Hydra IV.
- Dans le deuxième épisode de la série DOS : Division des opérations spéciales, le système Fulton est utilisé pour extraire un terroriste et un soldat blessé d'une zone hostile. Le titre français de cet épisode s'intitule d'ailleurs La Technique Fulton.
- Dans l'un des chapitres du manga Cat's Eye, Hitomi échappe aux forces de police via ce système[2].
- Dans le jeu vidéo PUBG Battle Ground, le système Fulton est utilisé pour permettre aux joueurs de rejoindre la zone sécurisée plus rapidement via le même système de ballon autogonflant.